# 2011年杭州出租车罢工
2011年杭州出租车罢工，发生于2011年8月1日至8月3日，是一场由杭州市出租车司机自发组织的大规模罢工，也是杭州市历史上最大规模的出租车罢工潮。
《民主与法制时报》报道估计杭州市内8000辆出租车中“大约一半到三分之二”停运，事件的直接起因是燃油价格上涨，除去燃油费之外司机对于高物价、交通拥堵、上缴出租车公司运营权承包费用过高等表达不满，同时杭州市2009年颁行的《出租车单车考核细则》对于司机仪容、文明用语、使用普通话等进行严格要求，执法部门处置不公，令以外省农民工为主的司机难以接受。罢工从8月1日早开始，数千辆出租车在和睦、甘长村、湖州街、瓜山、总管塘、客运中心、汽车南站、汽车西站等地“暂停营运”，其中以拱墅区湖州街停运规模最大，警方出动十余辆警车维持秩序，现场无直接冲突。8月1-2日两日市政府召开会议紧急约谈出租车公司负责人，要求出租车公司承当维稳责任，主动降低承包费用，承诺10月前完成调价。此外，市政府还派出四个工作组与罢工者对话，提出在运价调整前政府每单临时补助1元钱，但该提议未受到罢工者接受。杭州市普通市民也认为杭州出租车运价已在全国前列，不支持政府提高打车费用。最终司机主要来源地的河南省地方政府（驻马店）派人与杭州市政府与司机进行沟通，至8月4日杭州市出租车恢复运营。事后杭州市出租车起步价提价一元，并加入拥堵路段的低速等待费。